# Байганколь
Байганколь (каз. Байығанкөл) — упраздненное село в Карасуском районе Костанайской области Казахстана. Входило в состав Ильичёвского сельского округа. Код КАТО — 395247105. Ликвидировано в 2010 году.

## Население
В 1999 году население села составляло 189 человек (87 мужчин и 102 женщины). По данным переписи 2009 года, в селе проживало 9 человек (5 мужчин и 4 женщины).